# Onthophagus cameloides
Onthophagus cameloides är en skalbaggsart som beskrevs av D'orbigny 1900. Onthophagus cameloides ingår i släktet Onthophagus och familjen bladhorningar. Inga underarter finns listade i Catalogue of Life.